# Liste der Kulturdenkmäler in Wierschem
In der Liste der Kulturdenkmäler in Wierschem sind alle Kulturdenkmäler der rheinland-pfälzischen Ortsgemeinde Wierschem aufgeführt. Grundlage ist die Denkmalliste des Landes Rheinland-Pfalz (Stand: 27. Oktober 2023).

## Denkmalzonen
| Bezeichnung                    | Lage                       | Baujahr         | Beschreibung | Bild                           |
| ------------------------------ | -------------------------- | --------------- | --- | ------------------------------ |
| Denkmalzone Burg Eltz          | südwestlich des Ortes Lage | ab 1157         | teilweise sechs- bis siebengeschossige Häuser, 1157 genannt; Haus Platteltz, bergfriedartiger Wohnbau, 13. Jahrhundert, im 15. Jahrhundert verändert; Haus Rübenach, 1472; Pfortenhaus; Kapelle, 1327; Haus Groß-Rodendorf, 1470–1540, polygonale Fachwerktürmchen; Klein-Rodendorf, zweite Hälfte des 16. Jahrhunderts; Groß- und Klein-Kempenich, zwischen 1550 und 1627; Befestigungsanlage | weitere Bilder Fotos hochladen |
| Denkmalzone Jüdischer Friedhof | südlich des Ortes Lage     | 19. Jahrhundert | nicht eingefriedetes Waldgrundstück, sechs Grabsteine | weitere Bilder Fotos hochladen |

## Einzeldenkmäler
| Bezeichnung                           | Lage                                                  | Baujahr                           | Beschreibung | Bild                           |
| ------------------------------------- | ----------------------------------------------------- | --------------------------------- | --- | ------------------------------ |
| Wegekreuz                             | Burg-Eltz-Straße, bei Nr. 18 Lage                     | 1653                              | Wegekreuz, bezeichnet 1653 | BW                             |
| Wegweiser                             | Burg-Eltz-Straße, bei Nr. 23 Lage                     | Mitte des 19. Jahrhunderts        | Wegweiserstein, kleiner Obelisk, Mitte des 19. Jahrhunderts | BW                             |
| Katholische Pfarrkirche St. Apollonia | Kirchgasse Lage                                       | 13. Jahrhundert                   | Chor im Kern wohl spätromanisch, Saalbau im 18. Jahrhundert verlängert, im Kern wohl ebenfalls mittelalterlich; Ostturm, 18. Jahrhundert; Gesamtanlage mit dem Friedhof | weitere Bilder Fotos hochladen |
| Grabstein                             | Kirchgasse, auf dem Friedhof Lage                     | 12. Jahrhundert                   | Grabstein, Basalt, 12. Jahrhundert | BW                             |
| Kreuze                                | Kirchgasse, auf dem Friedhof Lage                     | 18. Jahrhundert                   | Wegekreuz, bezeichnet 1701; Wegekreuz, Nischentyp, bezeichnet 1700 | BW                             |
| Kapelle                               | Kirchgasse, am Ortsausgang Lage                       | 1899                              | Kapelle, Saalbau, 1899 | Fotos hochladen                |
| Wegweiser                             | Kirchgasse, am Ortsausgang Lage                       | Mitte des 19. Jahrhunderts        | Wegweiserstein, kleiner Obelisk, Mitte des 19. Jahrhunderts | BW                             |
| Wegweiser                             | Pappelstraße, am Ortsausgang Lage                     | Mitte des 19. Jahrhunderts        | Wegweiserstein, kleiner Obelisk, Mitte des 19. Jahrhunderts | BW                             |
| Brunnen                               | Raiffeisenplatz Lage                                  |                                   | Schwengelpumpe, Gusseisen, zwei Basaltbrunnenbecken | Fotos hochladen                |
| Kapelle                               | südlich des Ortes, am Neuhof Lage                     |                                   | Kapelle, Bruchsteinbau, Fachwerkgiebel | BW                             |
| Wegekreuz                             | südlich des Ortes, am Neuhof Lage                     | 1710                              | Wegekreuz, Nischentyp, bezeichnet 1710, Vesperbild | BW                             |
| Sieben Fußfälle und Roder Kreuz       | südwestlich des Ortes, am Rotherhof Lage              | ab 1808                           | neugotische Kreuzwegstationen in Stelenform, um 1870, am Abschluss Basaltschaftkreuz, 1808                                                                              | BW                             |
| Antoniuskapelle                       | südwestlich des Ortes, in der Nähe der Burg Eltz Lage | 18. Jahrhundert                   | Saalbau, 18. Jahrhundert (?); Kreuzwegstation, Bildstocktyp, 19. Jahrhundert                                                                                            | Fotos hochladen                |
| Missionskreuz                         | südwestlich des Ortes, in der Nähe der Burg Eltz Lage | 1698                              | Wegekreuz, Nischentyp, Basalt, bezeichnet 1698 | BW                             |
| Trutzeltz                             | südwestlich des Ortes und nördlich von Burg Eltz Lage | erste Hälfte des 14. Jahrhunderts | zweigeschossiger Wohnturm, erste Hälfte des 14. Jahrhunderts | weitere Bilder Fotos hochladen |

## Ehemalige Kulturdenkmäler
| Bezeichnung | Lage                | Baujahr         | Beschreibung                                                 | Bild |
| ----------- | ------------------- | --------------- | ------------------------------------------------------------ | ---- |
| Wohnhaus    | Pappelstraße 1 Lage | 19. Jahrhundert | Fachwerkhaus, teilweise massiv, 19. Jahrhundert; abgebrochen | BW   |